# Aeroporto de Iaciara
O Aeroporto de Iaciara (IATA: ***, ICAO: SWIA) é um aeroporto brasileiro localizado no município de Iaciara, no estado de Goiás. Situado a 401,5 quilômetros da capital Goiânia.